# Mentoring

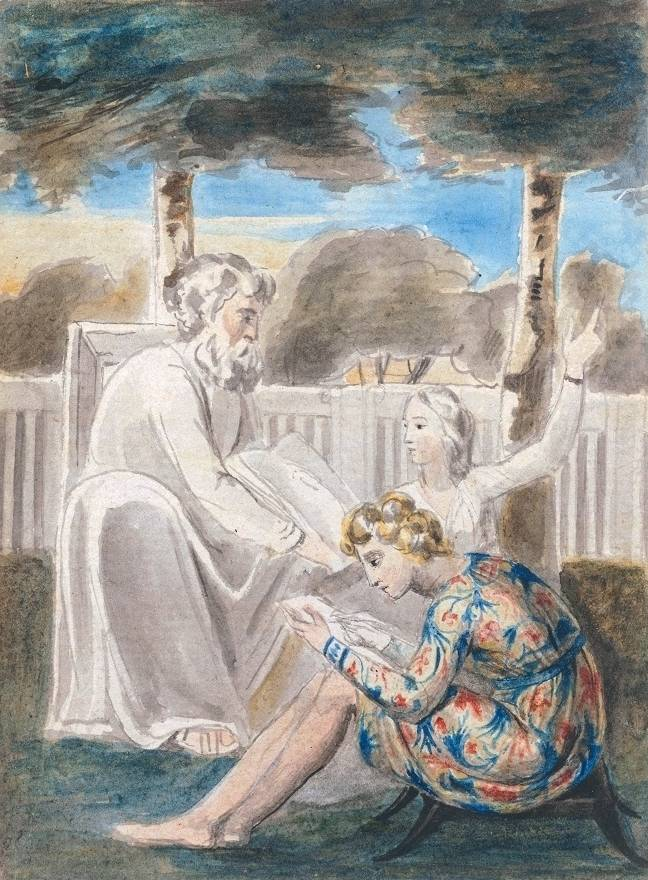
Akwarela Williama Blake'a pt. Wiek uczący młodość jest przykładem romantycznego wyobrażenia relacji mistrz-uczeń.

Mentoring – partnerska relacja między mistrzem a uczniem (profesorem a studentem, zwierzchnikiem a pracownikiem itp.) zorientowana na odkrywanie i rozwijanie potencjału ucznia. Polega głównie na tym, by uczeń, poprzez regularne rozmowy z mistrzem, zdobywał nową wiedzę, poznawał siebie, rozwijał zawodową samoświadomość i nie obawiał się podążać wybraną samodzielnie drogą samorealizacji.

## Historia pojęcia

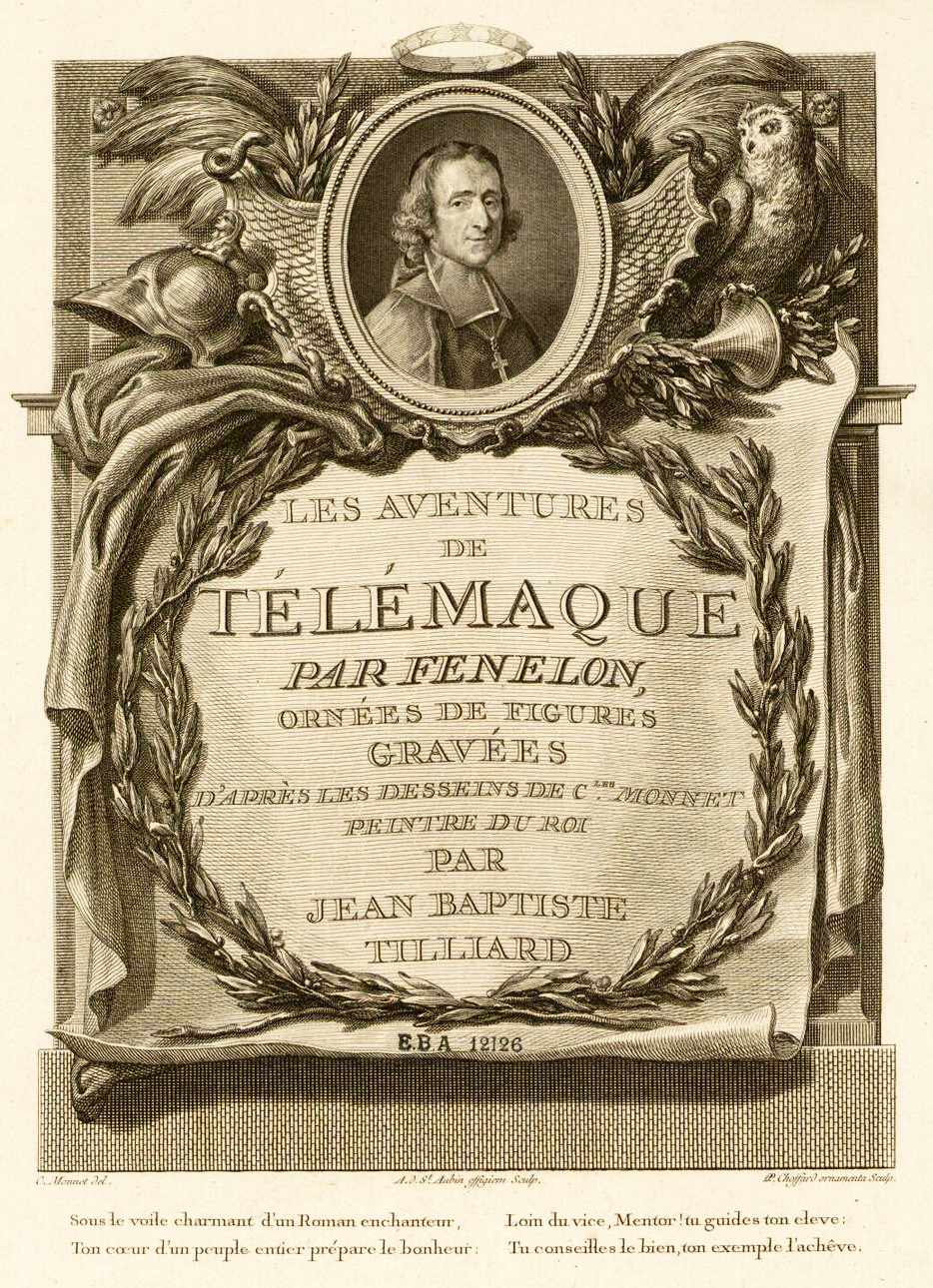
Okładka książki François Fénelona, dzięki której słowa „mentor” zaczęto używać we współczesnym znaczeniu.

Słowo „mentor” wywodzi się z języka greckiego i oznacza dosłownie „myśliciela”. Mityczny Mentor był przyjacielem Odyseusza, któremu król przed odpłynięciem na wojnę trojańską powierzył opiekę nad synem Telemachem. Jednakże relacja między Mentorem a Telemachem odgrywa pośrednią rolę w homeryjskim eposie. Jej literackiego opracowania dokonał dopiero pod koniec XVII wieku François Fénelon w utworze Les Adventyres de Telemarque (1699). Pedagogicznym celem Fenelona była ukazanie, jak z pomocą starszych, doświadczonych osób młodzi ludzie mogą rozwijać swoje zdolności i talenty. To nowe znaczenie pojęcia „mentor” rozpowszechniło się w XVIII wieku, choć prawdziwą popularność zyskało dopiero około 1970 roku.
Etymologicznie termin związany jest więc ściśle z grecką mitologią, ale konceptualnie odwołuje się także do: 
- hinduistycznej tradycji sampradaja polegającej na sukcesji nauczycieli i uczniów przekazujących kolejnym pokoleniom religijną wiedzę;
- średniowiecznych cechów rzemieślniczych, których działalność opierała się na terminowaniu czeladników u cechowych mistrzów;
- humanistycznej psychologii zapatrującej się optymistycznie na potencjał natury ludzkiej i głoszącej możliwość nieustannego osobistego rozwoju[3]; oraz
- amerykańskich ruchów społecznych z drugiej połowy XX wieku, które promowały równość w miejscu pracy i konieczność docenienia przez zwierzchników wkładu kobiet i mniejszości etnicznych[4].

## Mentor i mentoring

### Definicje
W literaturze przedmiotu nie obowiązuje jedna definicja mentora i mentoringu. Wprost przeciwnie, w 1991 r. w samym tylko kontekście mentoringu akademickiego, Maryann Jacobi doliczyła się ich piętnastu. W 2008 r. ogólna liczba definicji wzrosła do przeszło pięćdziesięciu. Ta olbrzymia różnorodność bierze się po części z używania omawianych pojęć na dwa sposoby. Niektórzy badacze zbiorczym mianem „mentoringu” określają po prostu działania „mentora” (jakkolwiek byłyby one identyfikowane); inni zaś posługują się terminem w znaczeniu koncepcyjnym lub procesowym. Ponadto poszczególne dyscypliny i sytuacje zawodowe odwołują się do własnego rozumienia zjawiska. Nieco inne konotacje odnajdziemy w biznesie, inne w sferze organizacyjnej; inaczej wygląda mentoring na uniwersytecie, inaczej jawi się jako instrument psychologii rozwojowej.
Z drugiej strony większość spotykanych w literaturze definicji mentora zgadza się z potocznymi wyobrażeniami na jego temat. Na przykład:
- „Mentorzy to ludzie, którzy swą pracą pomagają innym zrealizować swój potencjał”[7].
- „Mentor to ktoś oferujący wiedzę, zrozumienie, perspektywę lub mądrość osobie szczególnie tychże potrzebującej”[8].
- „Mentor oferuje emocjonalną i psychologiczną pomoc, udziela bezpośredniego wsparcia w sprawach kariery i rozwoju zawodowego, jest modelem do naśladowania. Mentor dogląda cudzego rozwoju zawodowego poprzez nauczanie, doradzanie, zapewnianie wsparcia, chronienie, promowanie lub patronowanie”[9].

Mentoring należy z kolei rozumieć zazwyczaj jako całość interakcji zachodzących pomiędzy mentorem a osobą przezeń mentorowaną:
- „Mentoring pomaga i wspiera ludzi w pokierowaniu własną nauką, tak aby mogły zrealizować w pełni swój potencjał, rozwinąć umiejętności, poprawić wyniki, stać się tym, kim stać się chcą. (...) Mentoring jest ochronną relacją, w której może dojść do nauki i eksperymentowania (...) gdzie wyniki mierzy się raczej zdobytymi kompetencjami niż przerobionym materiałem”[10].
- „Mentoring jest relacją nakierowaną na rozwój, opiekę, dzielenie się i pomoc, w której jedna osoba inwestuje swój czas, know-how i energię, żeby pobudzić i przyspieszyć rozwój innej osoby, rozwinąć jej wiedzę oraz zdolności”[11].

Wielu określeń używa się wymiennie ze słowem „mentor”: „nauczyciel”, „promotor”, „przewodnik”, „mistrz”, „guru”, „doradca”, „nadzorca” (ang. „supervisor”), „krytyczny przyjaciel”. Jako że istota mentoringu jest silnie uzależniona od kontekstu, w którym zachodzi, powyższe synonimy będą kładły nacisk na różne aspekty procesu, z grubsza jednak oznaczając to samo. Z kolei „osoba mentorowana” (ang. mentee) może w różnych okolicznościach stawać się „stażystą” (ang. „trainee”), „kandydatem”. „partnerem”, „protegowanym”, „podopiecznym”.
Phillip Dawson zaproponował w 2014 r. teoretyczne ramy dla pojęcia mentoringu, które próbują usystematyzować bogactwo znaczeń przy pomocy szesnastu zmiennych: 
- zadań stawianych przed mentoringiem;
- roli jego uczestników;
- ich liczby;
- stopnia zażyłości ich relacji;
- różnic w wiedzy oraz doświadczeniu;
- czasu trwania programu i częstotliwości spotkań;
- sposobu doboru uczestników;
- sposobu łączenia uczestników w pary;
- metod mentoringu;
- dostępnych zasobów;
- wykorzystanych technologii;
- sposobu wprowadzenia uczestników w istotę mentoringu;
- ewentualnego wynagrodzenia dla uczestników;
- formalnych zasad zakreślających ramy mentoringu;
- metody nadzorowania jego przebiegu;
- sposobu zakończenia programu.

### Cechy szczególne
Analizując pojęcie mentora (mentoringu), należy zwrócić uwagę na dwie rzeczy. Po pierwsze nie należy utożsamiać go z coachem (coachingiem), chociaż różnica jest nieostra. W największym skrócie możemy stwierdzić, że o ile oba zjawiska związane są ściśle z osobistym rozwojem, o tyle istotę mentoringu stanowi sam proces rozwoju, podczas gdy coaching stara się jak najefektywniej osiągnąć tegoż rozwoju założone cele. Dalsze kluczowe różnice dotyczą:
- treści: coaching jest zorientowany na stosunkowo szybkie wyniki i dotyka istoty sprawy, podczas gdy mentoring zajmuje się także jej podłożem, przyczynami i okolicznościami;
- filozofii rozwoju: coaching stawia sobie za cel wykorzystanie w nowy sposób aktualnych kompetencji osoby coachowanej, podczas gdy mentoring kompetencje te rozwija;
- wiedzy coacha / mentora: coach rzadko jest fachowcem w dziedzinie, którą zajmuje się osoba coachowana, podczas gdy mentor zazwyczaj pełni też rolę „mistrza”;
- planowania: plan coachingu układa coach (ewentualnie współpracując z osobą coachowaną), podczas gdy za planowanie mentoringu odpowiada przede wszystkim osoba mentorowana;
- ram czasowych: coaching jest często krótkotrwały i intensywny, natomiast mentoring trwa zazwyczaj dłużej, posiadając jednocześnie wolniejsze tempo („w trakcie mentoringu refleksja pozwala nam zwolnić, odpocząć, przyjrzeć się podróży”[18]).

Po wtóre, analizując pojęcie mentora pamiętać musimy o dwóch różnych tradycjach mentoringu: (północno)amerykańskiej i europejskiej. Inaczej rozkładają one akcenty między rozwojem kariery zawodowej z jednej strony, a nauką i rozwojem osobistym z drugiej. Tradycja amerykańska kładzie nacisk na pierwszy z elementów, tradycja europejska zaś – na drugi. Mentorzy w rozumieniu amerykańskim są zazwyczaj zwierzchnikami osób mentorowanych (niekoniecznie bezpośrednimi), którzy w zamian za swoje rady oczekują lojalności. Tymczasem mentorzy „europejscy”, choć posiadają oczywiście więcej doświadczenia niż ich podopieczni, niekoniecznie stoją od nich wyżej w organizacyjnej hierarchii. Przykładem mentoringu amerykańskiego będzie więc wiceprezes przedsiębiorstwa, który współuczestniczy w szkoleniu świeżo zatrudnionych pracowników. Natomiast przykładem mentoringu na modłę europejską będzie sytuacja, w której starszy stażem nauczyciel spotyka się regularnie w pracy z młodszym kolegą, by omawiać wraz z nim kryteria udanej lekcji.

### Warianty

#### Poziom formalizacji

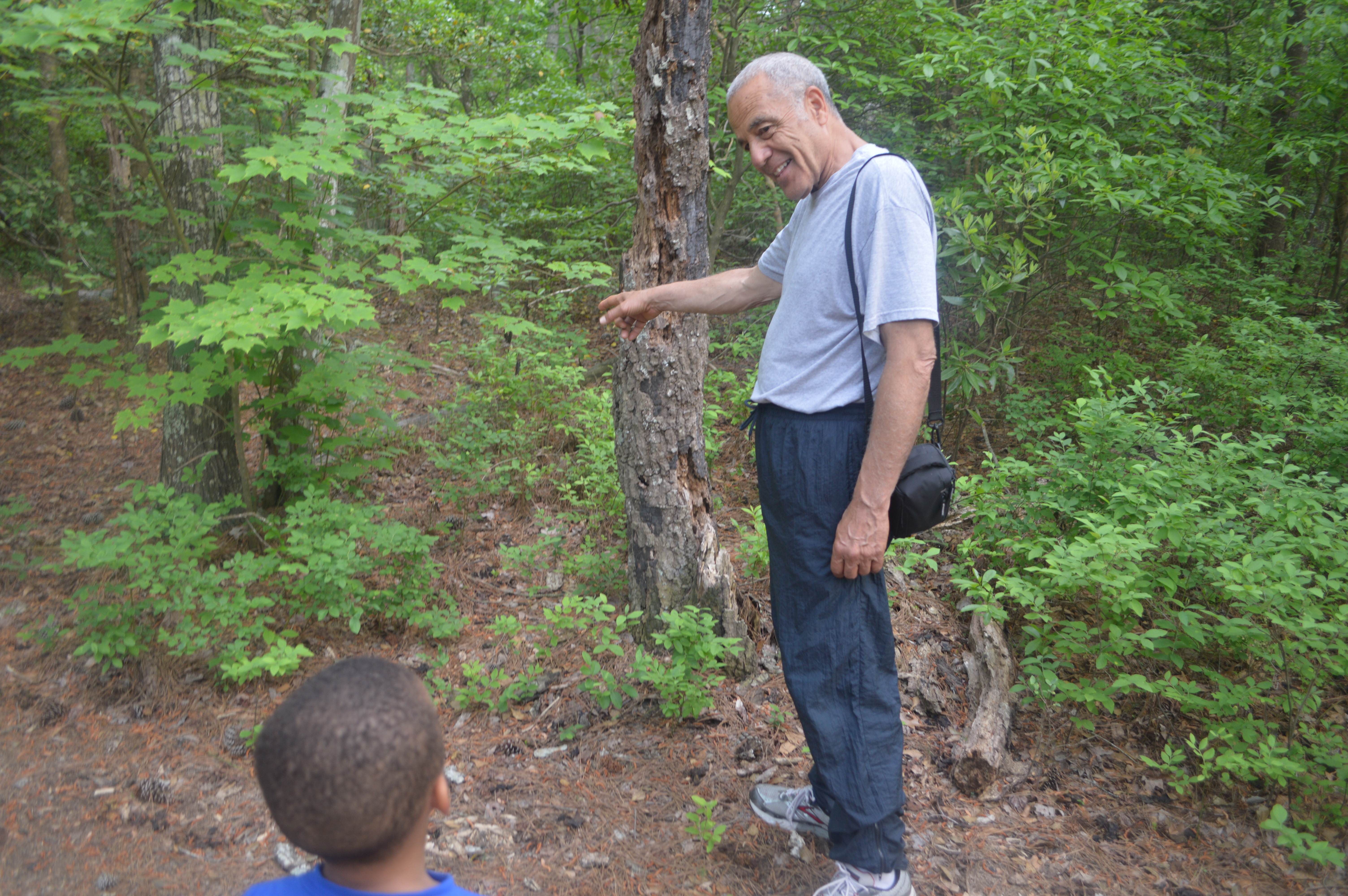
Relacja między dziadkiem i wnukiem nosi często znamiona swobodnego lub nieformalnego mentoringu.

Mentoring występuje w różnych odmianach. Mogą dotyczyć one poziomu formalizacji:
1. Swobodny mentoring (casual mentoring) – spotkanie między „mistrzem” i „uczniem” następuje spontanicznie, niekoniecznie w okolicznościach zawodowych. Mentoring ów ma charakter epizodyczny. Dziadek udzielający wnukowi kilku rad życiowych podczas wspólnej wycieczki na ryby jest przykładem swobodnego mentoringu.
2. Nieformalny mentoring (informal mentoring) – swobodny mentoring o charakterze długotrwałym i regularnym, lecz wciąż niezaplanowany i bez określonych celów. Ma miejsce w czasie kontaktów biznesowych, np. w środowisku startupów.
3. Niezaaranżowany mentoring (non-facilitated mentoring) – nieformalny mentoring osadzony w kontekście zawodowym lub instytucjonalnym o strukturze uzgodnionej przez mentora i jego podopiecznego (częstotliwość spotkań, cele itd.), ale niesformalizowany w ramach programu mentorskiego. Nauczyciel prowadzący kółko matematycznego dla utalentowanych uczniów będzie przykładem niezaaranżowanego mentoringu.
4. Zaaranżowany mentoring (facilitated mentoring) – mentoring odbywający się w ramach określonego programu mentorskiego z koordynatorem, który łączy mentorów i osoby mentorowane w pary. Zaaranżowany mentoring przebiega w zgodzie z ogólnymi zasadami ustalonymi przez organizację[19], posiada ogólne cele i ramy czasowe, poddawany jest ewaluacji. Bywa również certyfikowany[20].

Na pierwszy rzut oka wariant drugi i trzeci jawią się atrakcyjniej od czwartego, ponieważ w przeciwieństwie doń są spontaniczne. Jednak w miejscu pracy mentoring, który nie został wprowadzony oficjalnie, posiada też wady:
- Może prowadzić do nepotyzmu lub, odwrotnie, do konfliktów.
- Jeśli mentor i osoba mentorowana są odmiennej płci, mogą pojawić się plotki dotyczące romantycznego lub seksualnego podłoża ich relacji.
- Mentor i osoba mentorowana, które samodzielnie się spotkały, są do siebie prawdopodobnie podobne w sensie etnicznym, pod względem wykształcenia itd. Istnieje ryzyko, że taki spontaniczny mentoring będzie wykluczać grupy stanowiące mniejszość w miejscu zatrudnienia.

#### Strategie mentoringu
Mentoring nie polega na tworzeniu sztucznych sytuacji, w których dochodzi do przekazywania abstrakcyjnej wiedzy ex cathedra. Wprost przeciwnie: zadaniem mentora jest zapewnienie wsparcia podopiecznemu, gdy ten wykonuje konkretne, autentyczne zadania. Może to się jednak odbywać na kilka sposobów:
- Towarzyszenie: mentor asystuje podopiecznemu, współuczestniczy w wykonywanych zadaniach. Wsparcie i porady mają charakter ciągły.
- Przygotowywanie („sianie”): mentor przygotowuje podopiecznego do przyszłych trudności zanim jeszcze ten potrafi sam je przewidzieć.
- Katalizowanie: mentor wykorzystuje zaistniałe komplikacje lub kryzysy, by skłonić podopiecznego do refleksji i wypracować nowe metody postępowania.
- Demonstrowanie: mentor jest modelem do naśladowania.
- Puentowanie („zbieranie”): już po jakimś zdarzeniu mentor pomaga podopiecznemu przemyśleć je, rozwinąć samoświadomość i wyciągnąć wnioski na przyszłość.

#### Liczba uczestników
Odmiany mentoringu są także związane z ilością uczestników. Zwykle jeden mentor pomaga jednej osobie. Czasami wygląda to jednak wyglądać inaczej:
- Mentoring grupowy (group mentoring) – grupa mentorów doradza grupie podopiecznych. Każdy mentor ma do czynienia z wieloma „uczniami”, czasami jednocześnie, czasami indywidualnie. I odwrotnie, każda z mentorowanych osób spotyka się z różnymi mentorami.
- Mentoring wielokrotny (multiple mentoring) – grupa mentorów zróżnicowana pod względem doświadczeń i kompetencji doradza naprzemiennie, w zależności od sytuacji, jednej osobie[22].
- Mentoring ośrodkowy (hub mentoring) – jeden mentor patronuje grupie osób koordynując ich wspólne dyskusje i łącząc je w pary o charakterze coachingowym.

#### Inne warianty
Wyróżnimy jeszcze parę dalszych wariantów mentoringu:
- Mentoring punktowy (spot mentoring, flash mentoring) – mentoring krótkotrwały, związany z określonym, zawężonym zagadnieniem lub wyzwaniem. Bywa rodzajem mentoringu wielokrotnego w tym sensie, że osoba mentorowana posiada swojego stałego mentora, ale przez krótką chwilę korzysta z rad innej osoby posiadającej pożądane kwalifikacje.
- Odwrócony mentoring (inverted mentoring) – mentor jest zazwyczaj osobą starszą, bardziej doświadczoną niż „uczeń”. W odwróconym wariancie rolę mentora przejmuje osoba młodsza, ogólnie mniej doświadczona, która jednak posiada świeższą wiedzę lub umie wnieść nowe spojrzenie na sprawę. „Odwróconym” mentorem może na przykład stać się inżynier tuż po studiach zapoznający starszych kolegów z najnowocześniejszymi rozwiązaniami technologicznymi, kobieta w firmie zdominowanej przez mężczyzn albo obcokrajowiec w etnicznie homogenicznym przedsiębiorstwie.

## Korzyści płynące z mentoringu
W ostatnich dekadach XX wieku mentoring zaczął gwałtownie zyskiwać na popularności jako narzędzie rozwoju organizacji oraz jako metoda zwiększania kompetencji personelu. Zapotrzebowanie na mentoring wywołały zmiany zachodzące w miejscach pracy, szczególnie na stanowiskach kierowniczych: wykonywanie skomplikowanych, często zmieniających się zadań wymaga wglądu we własną motywację i słabości, menedżerowie pracują w stresie podejmując decyzje niosące ze sobą poważne konsekwencje, a ścieżka kariery jest płynna i wypada ją starannie planować. Mentorzy pomagają podopiecznym poradzić sobie z intensywnymi, złożonymi sytuacjami zawodowymi, natomiast sesje mentoringowe zapewniają chwilę refleksji i wytchnienia w stresującej codzienności. Mentoring posiada szereg praktycznych i pedagogicznych zalet:
- Jest elastyczny, łatwo dopasować jego formę do bieżących potrzeb.
- Jest ściśle związany z pracą, ale stanowi zarazem odskocznię od rutynowych zajęć, zawiera element towarzyski.
- Jest zorientowany na pojedynczą osobę, uwzględnia jej zainteresowania, wartości, emocje oraz nastawienie.
- Umożliwia systematyczną opinię zwrotną.
- Nie wyklucza innych rodzajów doszkalania, które mogą przebiegać równolegle z mentoringiem.
- Jest tani, gdyż organizacja nie musi kupować usług zewnętrznych firm zajmujących się szkoleniem[25].

Zważywszy na powszechność mentoringu, należy stwierdzić niedostateczną ilość projektów badawczych zajmujących się jego przebiegiem i płynącymi zeń korzyściami. Zarazem metaanaliza takich badań przeprowadzona w 2004 r. jednoznacznie wskazuje, że mentoring rzeczywiście skutkuje rozwojem kompetencji osób mentorowanych i posiada pozytywny wpływ na ich kariery. Pamiętajmy jednak, że pożytek z mentoringu będzie inny dla osób mentorowanych niż dla samych mentorów i dla organizacji, wewnątrz których mentoring przebiega.
| RODZAJ      | Dla osoby mentorowanej | Dla mentora | Dla organizacji                                                                                             |
| ----------- | --- | --- | --- |
| Kompetencje | Nabywanie oraz rozwijanie zawodowych umiejętności | Uczenie się nowych rzeczy i przypominanie sobie dawno nieużywanych umiejętności | Rozwijanie kwalifikacji zawodowych personelu w kontekście bieżących, rzeczywistych zadań                    |
| Kompetencje | Rozwijanie praktycznego know-how oraz zawodowej intuicji | | Szybkie identyfikowanie braków w kompetencjach pracowników                                                  |
| Wiedza      | Lepsze zrozumienie działania organizacji | Nowe spojrzenie na własną pracę i własną rolę w organizacji – oczami podopiecznego | |
| Wiedza      | Pozyskanie wiedzy o własnych silnych i słabych stronach | | |
| Motywacja   | | Poczucie sensu biorące się z przekazywania osobistej wiedzy komuś młodszemu i z podtrzymywania w ten sposób tradycji zawodowych                                                                        | Przywiązanie młodych pracowników do nowego miejsca pracy poprzez wyraźne dbanie o ich kapitał intelektualny |
| Motywacja   | | Urozmaicenie rutytny pracy | Zapobieganie efektowi „wypalenia” u zarówno starszych jak i młodszych pracowników                           |
| Komunikacja | Możliwość wywarcia wpływu na decyzje podejmowane w organizacji | Trening w komunikacji | Usprawnienie komunikacji pomiędzy pracownikami oraz pomiędzy pracownikami oraz kierownictwem                |
| Relacje     | Dostęp do sieci kontaktów mentora | Odnowienie starych kontaktów | Rozwijanie sieci kontaktów pracowników z pożytkiem dla organizacji                                          |
| Relacje     | Podwyższenie własnej rangi w organizacji | Podwyższenie własnej rangi w organizacji | Polepszenie wizerunku organizacji                                                                           |
| Relacje     | Szybsza asymilacja w nowym miejscu pracy | | |
| Pieniądze   | Zwiększenie szansy awansu i otrzymania wyższego wynagrodzenia, przede wszystkim jeśli w pracy należy się do „mniejszości” (pod względem wieku, płci, pochodzenia, wykształcenia itp.) | Możliwość otrzymania dodatku do pensji | Oszczędność związana ze szkoleniem pracowników przeprowadzanym przy pomocy wewnętrznych zasobów ludzkich    |
| Pozostałe   | Model do naśladowania | Możliwość „złapania oddechu” poprzez wspólną refleksję nad pracą | Wyszukiwanie utalentowanych pracowników i stymulowanie ich rozwoju                                          |
| Pozostałe   | | Przeciwdziałanie marginalizacji „niewidocznych” grup pracowników (np. osób starszych w organizacji zdominowanej przez osoby młode, albo osób z wykształceniem humanistycznym w firmie technologicznej) | |
| Pozostałe   | | Efektywne, zespołowe rozwiązywanie złożonych zadań | |

### Mroczna strona mentoringu
W artykule z 1994 r. zatytułowanym The dark side of mentoring Janette Long zwróciła uwagę na wady mentoringu; mentoring nieudany, nieprofesjonalny lub dysfunkcyjny nie tylko nie przyniesie korzyści wyliczonych w powyższej tabeli, ale wręcz zaszkodzi osobie mentorowanej, mentorowi lub organizacji. Niestety, o zagrożeniu tym rzadko się mówi, istnieje bowiem tendencja, by przedstawiać mentoring w jaskrawo pozytywnym świetle.
Niektórzy starsi stażem pracownicy z powodów psychologicznych nie nadają się do roli mentorów, lecz i tak nimi zostają ulegając presji otoczenia bądź kierownictwa. Nieudolni mentorzy będą próbowali sterować swoimi podopiecznymi – albo „dla ich własnego dobra”, albo po to, by zrealizować w nich swoje niespełnione ambicje. Inni mentorzy mogą z kolei czuć się zawodowo zagrożeni przez osoby, którym mają doradzać.
Petter Mathisen, norweski specjalista w dziedzinie mentoringu, przedstawia typologię złych mentorów (w nawiasach charakterystyczne wypowiedzi każdego z typów):
- gadatliwy – opowiada historyjki ze swej zawodowej przeszłości ("Pamiętam, że gdy raz ja znalazłem się w tej sytuacji...);
- ojcowski – interpretuje sprawy podopiecznego w sposób przesadnie emocjonalny („Tak dobrze rozumiem, co teraz czujesz...”);
- ekspert – narzuca swoje rozwiązania („Gdybym był tobą...”);
- przytłaczający – żąda od podopiecznego szybkiego podejmowania decyzji i uzyskiwania wyników („Zrozum wreszcie, że...”);
- bagatelizujący – według niego problemy rozwiązują się same („Nie ma czym się przejmować.”);
- rozwojowy – sądzi, że wystarczy tylko lekkie nakierowanie spraw na właściwy tor, aby sytuacja potoczyła się dalej w pożądanym kierunku („Droga buduje się w trakcie marszu.”);
- systematyzujący – za każdym razem analizuje szczegółowo sytuację, w której znalazł się podopieczny („Teraz musimy przyjrzeć się wszystkim czynnikom po kolei...”);
- nijaki – nie udziela rad, tylko prześlizguje się z tematu na temat, lub zbywa pytania podopiecznego kontrpytaniami („A co ty sam o tym myślisz?”).

Osoby mentorowane również ponoszą niekiedy odpowiedzialność za nieudany mentoring. Dzieje się tak, jeżeli ich oczekiwania są nierealistyczne, jeśli chcą, by mentor brał odpowiedzialność za ich decyzje lub jeśli wykorzystują go do rozstrzygania na swoją korzyść konfliktów ze współpracownikami.

## Rola mentora
Mentor musi spełniać trzy podstawowe role: pomocnika, który wspiera podopiecznego w jego rozwoju; modelu do naśladowania, który dzieli się z podopiecznym swoim doświadczeniem i mądrością; oraz nauczyciela, który kieruje procesem nabywania wiedzy przez osobę mentorowaną.
Rola pomocnika stawia przed mentorem dalsze trzy wymogi. Po pierwsze, musi zainspirować podopiecznego do konstruktywnych zmian w myśleniu i postępowaniu. Po drugie, musi zadbać o jego rozwój emocjonalny i etyczny. Po trzecie, liczy się wyczucie czasu – pomagać trzeba dokładnie wtedy, gdy pomoc ta jest pożądana albo gdy pojawi się dobra okazja do zainspirowania podopiecznego i do przekazania mu cząstki swej wiedzy.
Z kolei będąc modelem do naśladowania mentor musi dbać o równowagę: osoba mentorowana powinna oczywiście przejąć odeń odpowiednie zachowania i reakcje, lecz nie może się to odbyć kosztem samodzielności oraz niezależności. Natomiast rola nauczyciela sprowadza się w swej naturze do umiejętnej pedagogiki.
Amerykańska tradycja mentoringu jest tutaj bardziej szczegółowa i wyodrębnia niekiedy aż dziesięć ról mentora:
- nauczyciel (przekazujący fachową wiedzę);
- przewodnik (po strukturze organizacji);
- pomocnik (w skomplikowanych sprawach);
- źródło motywacji;
- opiekun (aranżujący sytuacje, w których podopieczny współuczestniczy przy podejmowaniu trudnych decyzji bez ponoszenia za nie pełnego ryzyka);
- coach;
- doradca (wskazujący najistotniejsze w danej chwili cele);
- model do naśladowania;
- poręczyciel (w staraniach o awans); oraz
- pośrednik (wprowadzający podopiecznego w swoją sieć zawodowych znajomości).

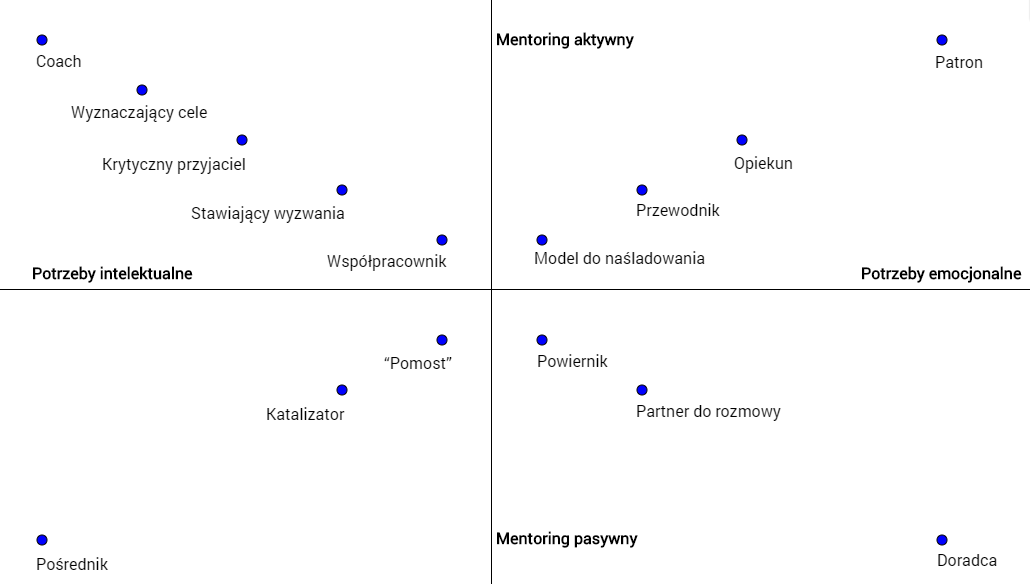
Rodzaje mentoringu uporządkowane w modelu Clutterbucka

David Clutterbuck opracował dwuwymiarowy model porządkujący wiele z powyższych elementów mentoringu. Jedna z osi odnosi się do potrzeb podopiecznego zaspokajanych przez mentoring (intelektualnych lub emocjonalnych), natomiast druga oś oddziela mentorów aktywnych (instruujących) od pasywnych (słuchających i doradzających). W modelu Clutterbucka rolami „skrajnymi” są: coach (mentoring aktywny, potrzeby intelektualne), patron (mentoring aktywny, potrzeby emocjonalne), doradca (mentoring pasywny, potrzeby emocjonalne) oraz pośrednik (mentoring pasywny, potrzeby intelektualne).
W badaniach przeprowadzonych w Norwegii okazało się, że według podopiecznych ich mentorzy zazwyczaj odgrywają role znajdujące się na ukośnej linii pomiędzy coachem a doradcą. Sami mentorzy sądzą, że bywają również pośrednikami. Natomiast według zarówno mentorów jak i podopiecznych role opiekuna i patrona występują rzadko.

### Kompetencje mentora
Sprawny mentor musi wykazywać się wszechstronnymi kompetencjami. Umiejętności wymagane od „mistrza” da się ująć w czterech podstawowych kategoriach:
- rozeznanie w metodach mentorskich oraz komunikacyjnych (znajomość odpowiednich modeli, zdolność wspólnego wyznaczania celów, obeznanie z metodami ewaluacji);
- zdolność analitycznej oceny sytuacji (na poziomie ogólnym i szczegółowym);
- wiedza fachowa (ekspertyza zawodowa, praktyczne know-how); oraz
- umiejętność budowania i podtrzymywania relacji (inteligencja emocjonalna, świadomość cech własnego charakteru, „wiedza o ludziach”).

### Treść mentoringu
Clutterbuck i Megginson w swoim studium autentycznych sesji mentorskich wyróżnili osiem tematów, których mentoring może dotyczyć:
- kontrolowanie stresu;
- zachowanie własne i współpracowników, dynamika komunikacji w miejscu pracy;
- chwile osobistego zwątpienia;
- kreowanie ścieżki własnej kariery;
- szybkie radzenie sobie z rutynowymi zadaniami;
- upewnienie się o słuszności własnego postępowania;
- wyciąganie wniosków z cudzych doświadczeń; albo
- podejmowanie trafnych decyzji, gdy istnieje wiele opcji dalszego postępowania.

Petter Mathisen zwraca z kolei uwagę na różnorakie sposoby wyboru tematu:
- przez podopiecznego lub mentora;
- w związku z bieżącym problemem, zaszłym wydarzeniem lub nadchodzącym wydarzeniem;
- w celu przygotowania się do sytuacji kryzysowej;
- zgodnie z wcześniej ustalonym planem;
- w wyniku sytuacji, w której podopieczny odniósł sukces i chciałby móc powtórzyć go w przyszłości; albo
- w związku z zagadnieniem, na którym mentor zna się szczególnie dobrze.

### Etyka mentoringu
Mentoring to na poły profesja, co stawia przed mentorami konkretne wymogi etyczne. Podopieczny jest w pewnym sensie uzależniony od swojego mentora. Nieumiejętny lub zły mentoring może oddziałać negatywnie na psychikę podopiecznego i na jego zawodową przyszłość. Dlatego też mentorów powinno zobowiązywać się do przestrzegania pewnych zasad: chcieć dobrze, nie szkodzić, rozwijać autonomię podopiecznego, opiekować się nim, dbać o poufność, być wobec niego uczciwym i lojalnym.

## Techniki mentoringu
Podstawowym narzędziem mentora są umiejętnie zadawane pytania, które nakierowują tok myślenia podopiecznego, pomagają mu krytycznie przyjrzeć się własnym nastawieniom i propozycjom. Pytania powinny być krótkie, jasne, zadawane pojedynczo, nie opatrzone dodatkowym komentarzem. Podopiecznemu należy zawsze dać czas do krótkiego namysłu i bez przerywania pozwolić mu na wyczerpującą odpowiedź. Mentor powinien skupiać w pełni swą uwagę na tej odpowiedzi nie planując od razu w głowie następnego pytania. Co więcej, jego uwaga powinna być widoczna oraz afirmująca, czy to poprzez potakiwanie, czy to przez mowę ciała.
Istnieją jednak różne rodzaje pytań. Sprawni mentorzy będą zawsze świadomi, jakiego typu pytanie właśnie zadają. Będą ponadto umieli tak operować ich rodzajami, by zaangażować i zmotywować podopiecznego. Pytania mogą:
- poszerzać („Co zrobiłaś, gdy...?”, „Co się potem stało?”);
- zawężać („Od czego chcesz zacząć?”, „Jaka była konkretnie jego reakcja?”);
- odwoływać się do emocji („Co wtedy czułeś?”, „Czy jesteś zadowolona z takiego obrotu sprawy?”);
- wyjaśniać („Jakie wykształcenie jest tu przydatne?”, „Jak wygląda budżet tego projektu?”);
- skłaniać do refleksji („Jak sądzisz, dlaczego tak zrobił?”, „Jak ta sytuacja może się dalej potoczyć?”);
- prowokować („Więc po prostu ci się nie chce?”, „Możesz mi wyjaśnić dokładniej, bo nie rozumiem?”, „Naprawdę tak uważasz?”);
- odnosić się do sukcesów podopiecznego („Co wtedy zrobiłaś, że poszło tak dobrze?”, „Dlaczego właśnie tobie się to udało?”);
- hipotetyzować („Jak to może wyglądać za pół roku?”, „Co stanie się w najgorszym wypadku”?);
- doszukiwać się pozytywów („A w jakich momentach te kłopoty nie występują?”, „A jak on się zachowuje, gdy da się z nim rozmawiać?”);
- rozważać skutki cudownych rozwiązań („Gdyby go zastąpiono inną osobą, co wtedy by się zmieniło?”, „Gdyby ten dylemat nagle zniknął, czemu mogłabyś poświęcić więcej energii?”).

Mentor dysponuje również szeregiem innych metod. Są nimi między innymi:
- Przykłady i historie ilustrujące omawiany temat. Najlepiej, żeby pochodziły od podopiecznego, gdyż wtedy naturalnym będzie wspólne ich zgłębianie i interpretacja.
- Listy i tabele pomagające w uporządkowaniu zagadnienia. Lista może posłużyć do porównania argumentów („za” i „przeciw”), do uwypuklenia związków przyczynowo-skutkowych („możliwe zdarzenie” i „następstwa”), do porównania pożądanego rozwoju sytuacji z rozwojem możliwym oraz prawdopodobnym, do wyboru priorytetów („najważniejsze”, „mniej ważne”, „mało ważne”).
- Zmiana perspektywy, która zmusi podopiecznego do zastanowienia się nad cudzym punktem widzenia. Dopomoże w tym mentor odgrywający rolę osoby, z którą podopieczny jest np. skonfliktowany.
- Opinia zwrotna, która albo w bezpośredni sposób oceni postępowanie podopiecznego, albo pośrednio zasygnalizuje mu istnienie innych, prawdopodobnie lepszych rozwiązań.
- Udzielanie rad, których jednak należy udzielać ostrożnie, by nie uzależnić od nich podopiecznego. Rada powinna poza tym być sformułowana w sposób, który dopuści jej uzasadnione odrzucenie przez „ucznia”. Innymi słowy, nie należy udzielać rady, dopóki podopieczny nie jest gotowy, by się na nią nie zgodzić.
- Formułowanie celów, które powinny spełniać kryteria S.M.A.R.T.
- Podsumowania, które powiedzą podopiecznemu, jak mentor zrozumiał zagadnienie i umożliwią ewentualną korektę. Punkt widzenia mentora powinien być tu skontrastowany z punktem widzenia podopiecznego. Poza tym podsumowania nie muszą wcale stanowić konkluzji rozmowy.

### Dynamika mentoringu
„Rozmowy mentorskie posiadają swoją dynamikę i ważne, by mentor ją dostrzegał i umiał na nią wpływać. Dynamika polega na przykład na tym, że intensywność rozmów na przemian wzrasta i opada, że uczestnicy doświadczają raz to chwil napięcia, raz to chwil wytchnienia, że fazy wsparcia przeplatają się z fazami wyzwań”, pisze Petter Mathisen i przedstawia kilka prostych, trójetapowych modeli przebiegu typowych rozmów mentorskich: (i) wysłuchać-omówić-doradzić, (ii) zdefiniować-opisać-zdecydować, (iii) wyjaśnić-poszerzyć-zaplanować. Bardziej złożony model może wyglądać na przykład tak:
1. Przedstawienie sprawy przez podopiecznego.
2. Jej wspólne, wstępne przeanalizowanie.
3. Propozycje podopiecznego.
4. Propozycje mentora.
5. Podopieczny dokonuje na głos przeglądu możliwych rozwiązań.
6. Podsumowanie i deklaracja zobowiązań podopiecznego.

Elementem rozmów mentorskich będzie też od czasu do czasu „metakomunikacja”, czyli rozmowa o przebiegu samego mentoringu – lecz ciągle zachowująca cechy dialogu mentorskiego. Jeżeli na przykład podopieczny bez przerwy domaga się od mentora rad, ten powinien zwrócić mu uwagę, że mentoring nie polega tylko na doradzaniu. Następnie obaj uczestnicy mogą wspólnie zastanowić się, dlaczego ciągłe doradzenie jest niewskazane.

## Zaaranżowany mentoring

### Dobór uczestników
W zaaranżowanym mentoringu (tzn. odbywającym się w ramach sformalizowanego programu) dobór mentorów, akceptowanie kandydatur podopiecznych oraz łączenie ich w pary spoczywa na barkach koordynatora bądź grupy koordynatorów. Istnieje szereg cech, które potencjalni mentorzy powinni spełniać: m.in. komunikatywność, wiedza o organizacji, doświadczenie w zarządzaniu, pedagogiczna cierpliwość oraz skłonność do brania odpowiedzialność za innych. Przyszli podopieczni powinni z kolei być przede wszystkim osobami ambitnymi, chcącymi zmierzyć się z nowymi wyzwaniami i aktywnie pokierować własną karierą. „Wybierając osoby mentorowane należy przede wszystkim sprawdzić, czy są one zmotywowane do rozwinięcia posiadanych lub nabycia nowych kompetencji poprzez intensywną relację ze swoim mentorem”.
Niewskazane jest, by mentorzy i podopieczni łączyli się w pary samodzielnie (np. przy pomocy speed mentoringu, metody analogicznej do speed datingu), gdyż istnieje wtedy ryzyko, że ci pierwsi „będą wyszukiwać osoby, które przypominają im samych siebie, natomiast osoby mentorowane będą chciały obierać za swych mentorów jednostki wpływowe mogące przyspieszyć rozwój ich kariery, a nie takie, od których rzeczywiście się czegoś nauczą”. Powodzenie przedsięwzięcia zależeć będzie od wzajemnego szacunku mentora i podopiecznego, od kompatybilnego usposobienia i od uzupełniających się zdolności oraz zainteresowań.
Zaleca się, by mentoring został przypieczętowany pisemną umową, która podsumuje przyświecające mu cele, ramy czasowe oraz obowiązki obu stron. Umowa może także podkreślić poufność relacji mentor-podopieczny oraz być wyposażona w klauzulę o tzw. non-fault divorce, zgodnie z którą każdej ze stron wolno przerwać mentoring w dowolnej chwili, ale bez obwiniania partnera o jego niepowodzenie. Wiele wzorów umów mentoringowych dostępnych jest online.

### Fora i ewaluacja
Metodami podnoszenia jakości programu mentorskiego są spotkania mentorskie oraz ewaluacja. Spotkania służą wspólnym dyskusjom biorącym za punkt wyjścia rzeczywiste dylematy napotykane przez mentorów w trakcie ich pracy. Spotkania prowadzone regularnie budują na dłuższą metę tożsamość mentorów oraz markę programu. Koordynatorzy mogą też na nie zapraszać prelegentów posiadających specjalistyczną wiedzę związaną z mentoringiem. Staną się wówczas forum wymiany wiedzy między teoretykami komunikacji oraz osobami mentorującym innych w codziennej praktyce.
Ewaluacja programu mentorskiego może skupiać się na różnych jego elementach: formie i przebiegu, skutkach, relacjach między mentorami i podopiecznymi, zadowoleniu uczestników, wprowadzonych zmianach w sposobie pracy lub trafności doboru mentorskich par. Ewaluacja wykorzystywana jest zazwyczaj do rozwijania i modyfikowania programu wewnątrz organizacji, lecz jej ujawnione wyniki mogą również stać się przedmiotem zewnętrznych badań naukowych.

### Superwizja
Proces profesjonalnego wsparcia i refleksji, który odbywa się pomiędzy doświadczonym specjalistą (superwizorem) a osobą uczącą się lub rozwijającą swoje umiejętności mentoringowe, nazywa się superwizją. Głównym jej celem jest zapewnienie wysokich standardów pracy oraz wsparcie w rozwoju. Superwizja pozwala mentorowi na:
- refleksję nad własną praktyką,
- ulepszanie umiejętności,
- rozwiązywanie problemów napotkanych w pracy (szczególnie w trudnych sesjach mentoringowych),
- zapewnienie etycznej i profesjonalnej praktyki,
- redukcję stresu i zapobieganie wypaleniu zawodowemu.

Stałe poddawanie się superwizji jest zobowiązaniem mentora wynikającym z Globalnego Kodeksu Etycznego dla coachów, mentorów i superwizorów.